# Angelo Sanza
Angelo Maria Sanza (Potenza, 22 settembre 1941) è un politico italiano.
Esponente della Democrazia Cristiana, è stato deputato alla Camera dal 25 maggio 1972 al 28 aprile 2008 in dieci legislature, ricoprendo diversi incarichi parlamentari, tra cui quello di presidente della 9ª Commissione Trasporti della Camera nella XIV Legislatura; ha svolto il ruolo di sottosegretario di Stato in nove governi diversi.

## Biografia
Angelo Sanza nasce a Potenza in una famiglia della media borghesia cattolica il 22 settembre 1941, primogenito di Donato, dirigente dell'INAM e di Dora Famiglietti,  di origini pugliesi, con due sorelle minori, Pia e Concettina. Durante il periodo degli studi, frequenta la parrocchia della Santissima Trinità, difatti il suo precettore fu Mons.Vincenzo D'Elia (propagatore del pensiero Sturziano e del Cristianesimo Sociale) e successivamente, frequenta l'ultimo anno di scuole superiori in California attraverso l'American Field Service, su consiglio della professoressa di inglese Dora Naglia Ricciuti, e consegue la laurea in economia e commercio all'Università degli Studi di Roma "La Sapienza", con una tesi sui sistemi idrici ed irrigui della California meridionale.

### Militanza nella Democrazia Cristiana (1964-1994)
In vista delle elezioni amministrative del 1964, si candida al consiglio comunale della sua città natale in cui risulta il primo degli eletti per la Democrazia Cristiana (DC), divenendo poi assessore con delega alle attività sportive e alla cultura nella giunta comunale di Potenza.
Nella DC è stato attivo nel suo Movimento Giovanile fino al 1966 (facendo parte dei suoi vertici); fu segretario provinciale del partito dal 1968, segretario regionale della DC in Basilicata, nonché tra i membri della corrente "Sinistra di Base" di Ciriaco De Mita nella regione (dove divenne uno dei suoi più importanti collaboratori) in contrapposizione a quella dorotea di Emilio Colombo.
Viene candidato dalla DC alle elezioni regionali in Basilicata del 1970; è il secondo degli eletti in consiglio regionale della Basilicata, svolgendo il ruolo di capogruppo DC.
Alle elezioni politiche del 1972 viene eletto alla VI legislatura della Camera dei deputati nelle liste della Democrazia Cristiana e da allora è sempre riconfermato, per dieci legislature, fino al 2008, sedendo per 22 anni nelle file dello Scudo Crociato a Montecitorio.
Nel 1978 è stato nominato sottosegretario di Stato al Ministero degli Affari Esteri nei governi Andreotti IV e V ed è stato anche il più giovane sottosegretario che abbia mai avuto la DC. Nel 1980 ha assunto il medesimo incarico al Ministero dell'interno nel governo Cossiga II, rimanendo anche nei successivi governo Forlani, Spadolini I, Spadolini II e Fanfani V. Passa poi agli Interventi nel Mezzogiorno nel governo Goria. È sottosegretario di Stato alla Presidenza del Consiglio, con delega ai servizi segreti, nel Governo De Mita, formato dalla coalizione del Pentapartito dal 13 aprile 1988 al 23 luglio 1989.

### PPI e CDU
Nel 1994, con lo scioglimento della DC, aderisce alla nascita del Partito Popolare Italiano di Mino Martinazzoli e l'anno successivo segue Rocco Buttiglione, favorevole ad un'alleanza con Forza Italia di Silvio Berlusconi, entrando così nei Cristiani Democratici Uniti (CDU).
Alle elezioni politiche del 1996 viene ricandidato alla Camera dei deputati nel collegio elettorale di Roma - Pietralata, incoraggiato da Francesco Cossiga e sostenuto dal Polo per le Libertà in quota CDU, dove viene rieletto deputato con il 47,47% dei voti, prevalendo sui candidati del Movimento Sociale Fiamma Tricolore Alessandro Doppiani (5,47%) e dei Progressisti Paolo Pietrangeli (47,07%).
Nella XIII legislatura della Repubblica riveste il ruolo di vice-capogruppo del gruppo parlamentare del Centro Cristiano Democratico, che riuniva il CDU con il Centro Cristiano Democratico di Pier Ferdinando Casini.

### UDR, Forza Italia e UdC
Nel 1998 raccoglie l'appello del Presidente emerito della Repubblica Francesco Cossiga di costituire una nuova formazione politica di centro, l'Unione Democratica per la Repubblica (UDR), unendo i parlamentari del CDU di Buttiglione, i Cristiano Democratici per la Repubblica di Clemente Mastella,  la Socialdemocrazia Liberale Europea di Enrico Ferri e diversi politici provenienti da Forza Italia (come Carlo Scognamiglio) e da Alleanza Nazionale.
Aderisce, successivamente, a Forza Italia (FI), con cui conferma il suo seggio alla Camera al termine delle elezioni politiche del 2001, in cui è eletto con il sistema proporzionale in Puglia.
Nella XIV legislatura della Repubblica ha fatto parte della 9ª Commissione Trasporti, Poste e Telecomunicazioni della Camera, di cui è stato dal 2002 capogruppo di FI, e dal 2005 ne è divenuto Presidente.
Alle politiche del 2006 è stato eletto nuovamente deputato in Puglia nelle liste di Forza Italia. È stato anche coordinatore nazionale della Fondazione Liberal di Ferdinando Adornato.
Nel 2008 passa all'Unione di Centro di Pier Ferdinando Casini, di cui ne è stato segretario regionale in Puglia fino a luglio 2013.

### Centro Democratico e Base Popolare
Nel luglio del 2013 aderisce al Centro Democratico di Bruno Tabacci, di cui diventa vicepresidente l'11 ottobre,
Nel 2018 è, insieme a Bruno Tabacci, tra i membri del consiglio direttivo di +Europa, nuovo fronte europeista guidato da Benedetto Della Vedova.
Nel luglio del 2022 si dimette dalla carica di vicepresidente del Centro Democratico.
Il 19 luglio 2023 viene costituita l’associazione Base Popolare; tra i fondatori oltre a Sanza ci sono gli ex democristiani Giuseppe De Mita, Gaetano Quagliariello, Marco Follini, Giorgio Merlo, Mario Mauro e Lorenzo Dellai.

## Incarichi parlamentari
VI legislatura
- Membro della Commissione Bilancio e Programmazione

### VII legislatura
- Membro della 5ª Commissione Bilancio e programmazione - partecipazioni statali (dal 5 luglio 1976 al 19 giugno 1979)

### X legislatura
- Membro della 9ª Commissione Trasporti, Poste e Telecomunicazioni (dal 4 agosto 1987 al 22 aprile 1992)

### XI legislatura
- Membro della 9ª Commissione Trasporti, Poste e Telecomunicazioni (dall'11 giugno 1992 al 14 aprile 1994)

### XII legislatura
- Membro della 9ª Commissione Trasporti, Poste e Telecomunicazioni (dal 25 maggio 1994 all'8 maggio 1996)
- Membro della Commissione speciale per il riordino del settore radiotelevisivo (dal 13 luglio 1995 all'8 maggio 1996)

### XIV legislatura
- Presidente della 9ª Commissione Trasporti, Poste e Telecomunicazioni (dal 4 maggio 2005 al 27 aprile 2006)
- Capogruppo di Forza Italia nella 9ª Commissione Trasporti, Poste e Telecomunicazioni (dal 14 febbraio 2002 al 30 maggio 2005)
- Membro della 9ª Commissione Trasporti, Poste e Telecomunicazioni (dal 20 giugno 2001 al 27 aprile 2006)

### XV legislatura
- Membro della 1ª Commissione Affari Costituzionali (dal 13 febbraio al 28 aprile 2008)
- Capogruppo di Forza Italia nella 9ª Commissione Trasporti, Poste e Telecomunicazioni (dal 14 febbraio 2002 al 30 maggio 2005)
- Membro della 9ª Commissione Trasporti, Poste e Telecomunicazioni (dal 6 giugno 2006 al 13 febbraio 2008)